# Ricardo Sánchez
Ricardo Pascual Sánchez Moreno (ur. 27 maja 1982 w Guadalajarze) – meksykański piłkarz występujący na pozycji pomocnika.

## Kariera klubowa
Sánchez pochodzi z miasta Guadalajara i jest wychowankiem tamtejszego zespołu Club Atlas. Profesjonalną karierę rozpoczynał jednak w drugoligowym Club Celaya, natomiast wiosną 2004 przeszedł do występującego w najwyższej klasie rozgrywkowej CD Irapuato. W meksykańskiej Primera División zadebiutował za kadencji szkoleniowca Alexandre Guimaraesa – 14 lutego 2004 w przegranym 1:3 spotkaniu z Tigres UANL. Po sezonie 2003/2004 spadł z Irapuato do drugiej ligi i na tym poziomie rozgrywek bez większych sukcesów reprezentował jeszcze barwy drużyn Huracanes de Colima, Chivas La Piedad, Correcaminos UAT i Gallos Caliente.
W 2007 roku Sánchez został zawodnikiem amerykańskiego California Victory, występującego w drugiej lidze – USL First Division. Rok później odszedł do grającego na tym samym poziomie rozgrywek klubu Minnesota Thunder. Tam szczególnie udany był dla niego sezon 2009, kiedy to został królem asyst ligi i wybrano go do najlepszej jedenastki First Division. W późniejszym czasie był także graczem innych drugoligowców z USA, tym razem w USSF Division 2 Professional League – Vancouver Whitecaps i Tampa Bay Rowdies.

## Kariera reprezentacyjna
W 1999 roku Sánchez został powołany przez selekcjonera José Luisa Reala do reprezentacji Meksyku U-17 na Młodzieżowe Mistrzostwa Świata w Nowej Zelandii. Był wówczas kapitanem i podstawowym zawodnikiem swojej drużyny, rozgrywając wszystkie cztery mecze, natomiast meksykańska kadra narodowa odpadła z turnieju w ćwierćfinale.